# NICAM
NICAM (conhecido também como NICAM 728, por causa dos 728 kbit/s bitstream, [fluxo contínuo de sinais], por que é enviado), é um acrónimo de "Near Instantaneous Companded Audio Multiplex", é um formato para som digital através de televisão. Os sinais Audio são codificados usando uma modulação pulse-code de 14 bits num ritmo de amostra (sampling rate) de 32 kHz.

## História do NICAM
O NICAM foi desenvolvido nos anos 1980 do século XX pela BBC e foi lançado no Reino Unido em 1991 como o seu método de transmissão áudio stereo de televisão. Alguns países europeus como a Dinamarca, Noruega, Finlândia, Suécia, Espanha, Bélgica, Portugal ou a França usam-no como o seu método de transmissão stereo áudio, tais como Hong Kong e a Nova Zelândia.

## Como funciona o NICAM
Por forma a transmitir "compatibilidade" mono, o sinal NICAM é transmitido numa sub-portadora (subcarrier) paralela à portadora de vídeo. Isto significa que a sub-portadora de som normal mono FM é deixada para recepção por receptores mono.
Uma infra-estrutura de TV stereo baseada no NICAM pode transmitir um programa de TV stereo bem como um som mono "compatível" ao mesmo tempo, ou pode transmitir dois ou três faixas de som (sound streams) completamente diferentes. Esta última alternativa pode ser usada para transmitir áudio em línguas diferentes, numa forma semelhante à praticada nos filmes projectados nos aviões. Neste modo, o utilizador pode seleccionar que canal de som ele quer ouvir operando o "sound-select" no receptor.
Quanto aos gravadores de vídeo compatíveis com NICAM, a prática comum é gravar o fluxo NICAM nas faixas VHS Hi-Fi enquanto o sinal de compatibilidade mono é gravado na faixa linear.

## Alternativas ao NICAM
MTS : um sinal de diferença é transmitido por forma a fazer do sinal mono um sinal stereo
FM - FM : dois canais de sinal analógico